# مارینه قازاریان
مارینه قازاریان (ارمنی: Մարինէ Ղազարյան؛ زادهٔ ۲۸ نوامبر ۱۹۸۵) ورزشکار دو و میدانی در رشته دو سرعت اهل ارمنستان است. وی در بازی‌های المپیک تابستانی ۲۰۰۴ در رشته دوی ۱۰۰ متر زنان به رقابت پرداخت.